# Famille Marquet
La famille Marquet est à  l'origine une famille de hobereaux devenus financiers français actifs au XVIIIe siècle, originaire de Labastide en Armagnac. Elle possédait la terre de Bourgade, également en Armagnac, d'où plusieurs de ses membres prirent le surnom de Marquet de Bourgade.
- Maurice Marquet, sieur de Bourgade (1683-1743)[1] fut d'abord banquier à Bordeaux. Protégé par le cardinal de Tencin, archevêque de Lyon, il fut introduit par celui-ci dans l'entourage du cardinal de Fleury[2]. Il réalisa d'importantes opérations commerciales et financières[3] et obtint pour ses enfants des fonctions élevées et lucratives. Il épousa le 13 février 1718 Anne-Marie Mercier (†1763) dont il eut sept enfants :
  - Jacques Marquet de Bourgade (4 décembre 1718 - 12 avril 1784), occupa les fonctions très importantes de directeur général des vivres. Le lieutenant général de police, Feydeau de Marville, note le 8 avril 1746 : « M. d'Argenson a nommé général des vivres pour l'armée du Rhin, à la place de M. Belombre, M. Bourgade, fils de M. Marquet, qui est un jeune homme d'environ vingt-deux ans. L'on ne doute pas de sa capacité et de son intelligence dans les affaires : il y est élevé ; mais on trouve extraordinaire que l'on confie à un homme si jeune un poste qui demande tant d'expérience et une discrétion à l'épreuve, puisque le commandant de l'armée ne peut, comme l'on sait, se dispenser de donner à connaître ses projets au général des vivres, afin que les troupes n'arrivent point au dépourvu dans les différents endroits où l'on juge à propos d'envoyer des détachements. »[4] Marquet de Bourgade s'acquitta de ses fonctions de manière à mériter en 1758 les éloges du maréchal de Belle-Isle, rapportés par le duc de Luynes[5]. Il était suffisamment célèbre en 1764 pour être chansonné en même temps que Paris-Duverney[6] et resta bien en cours jusqu'à la mort de Louis XV[7]. Sous le règne de Louis XVI, il joua un rôle important, quoique effacé, dans l'administration générale des finances, d'abord comme adjoint de Taboureau des Réaux, contrôleur général des finances en titre en 1776-1777 tandis que Necker était directeur général du Trésor royal. Il resta en poste auprès de ce dernier, puis de Joly de Fleury[8] puis enfin, pendant sept mois, de d'Ormesson. Officieusement chargé de la direction générale des finances, il donna sa démission à la suite d'une mesure qu'il n'approuva pas regardant la Caisse d'escompte[9]. Mort sans alliance. Il a laissé de nombreux manuscrits regardant l'administration des subsistances et des finances[10]. Il habita successivement no 8 (actuel n° 2) place Vendôme, puis (1763) no 8 rue d'Anjou et enfin, à la fin de sa vie, chez son neveu Marquet de Grèves, no 332 rue Saint-Honoré[11].
  - Louis Marquet de Mont-Saint-Peyre (†1775), receveur général des finances à Lyon[12]. Il épousa le 21 janvier 1744 Louise-Michelle Paris-Duverney, fille du célèbre financier Joseph Paris Duverney, dont il eut deux fils, morts sans postérité, et deux filles :
    - Marie-Joseph Marquet de Mont-Saint-Peyre ;
    - Maurice-Alexandre Marquet de Grèves ;
    - Marie-Joséphine Marquet de Mont-Saint-Peyre : elle épousa en 1766 Charles Alexandre de Calonne, futur contrôleur général des finances ;
    - Henriette Marquet de Mont-Saint-Peyre : elle épousa François-Nicolas de La Guillaume, intendant de la Corse.

  - Pierre-Isaac Marquet de La Peyre (1721-1798), fermier général de 1762 à 1780. il épousa d'abord Marguerite-Suzanne Randeau de La Mairie puis, le 30 janvier 1763, Catherine-Charlotte Gaulard, divorcée ou séparée de Claude Jean-Baptiste Préaudeau puis veuve d'Augustin Bouret de Villaumont. Il mourut sans postérité.
  - Jean-Daniel Marquet de Montbreton (25 juin 1724 - 24 septembre 1798), receveur général des finances à Grenoble (1760) puis à Rouen (1781), maître d'hôtel du Roi. Il habitait à Paris no 14 (aujourd'hui no 24) place Vendôme. Il émigra sous la Révolution française. Il épousa en 1761 Marie-Élisabeth Dumas dont il eut un fils, Louis, qui ne vécut que trois mois. En 1763, il se remaria avec Étienne-Esther Soubeyran (†15 septembre 1802), dont il eut cinq autres enfants parmi lesquels :
    - Louis Marquet, baron de Montbreton (3 novembre 1764 - 21 octobre 1834) : En 1808, il figurait sur la liste des 500 contribuables les plus imposés de Paris. Il fut créé baron de l'Empire le 14 février 1810 puis nommé écuyer de la princesse Pauline, duchesse de Guastalla. Sous la Restauration, il fut créé comte héréditaire par lettres patentes du 15 février 1823. Il demeurait à Paris no 5 rue d'Aguesseau. Il épousa le 30 juillet 1785 Marie-Angélique Wallon (†2 août 1851) dont il eut trois enfants :
      - Jean-François-Jules, comte de Montbreton (1780 - 17 mai 1864), officier, chevalier de Saint-Louis, mort sans postérité.
      - Claudine-Étienne-Ernestine Marquet de Montbreton (8 février 1788 - 30 juillet 1875) qui épousa le comte de Ganay.
      - Eugène-Claude, vicomte de Montbreton (21 juin 1792 - 9 mars 1860).

    - David-Pierre Marquet, baron de Villemoyenne (°9 novembre 1765) : Il entra dans l'armée après 1815 et était lieutenant-colonel en 1830. Il demeurait à Paris no 8 rue d'Anjou.
    - Auguste Marquet d'Urtubie (dit aussi de Montbreton) (9 décembre 1766 - 15 juillet 1819) : il demeurait à Paris no 8 rue d'Anjou. Il épousa en 1814 Marie-Catherine-Geneviève de Cairon de Merville. À sa mort, il institua légataire universel son frère Louis.
    - Jacques Marquet, baron de Norvins (18 juin 1769 - 1854), écrivain et homme politique. Soutien de l'Empire, nommé chevalier de la Légion d'honneur en 1808, il est l'auteur d'une Histoire de Napoléon (1827) qui eut beaucoup de succès. Il demeurait à Paris no 8 rue d'Anjou.

  - Henriette Marquet de Bourgade, mariée à Philippe-le-Long dit le comte de Drenoux.
  - Marguerite Marquet de Bourgade, mariée à Louis Durand de Saint-Eugène, dit le marquis de Montigny.
    - Louise-Marie Durand de Saint-Eugène de Montigny qui épousa en avril 1769 Louis Marie, baron de Talleyrand (1738-1799)
      - Louis Augustin de Talleyrand-Périgord, comte de Talleyrand-Périgord (19 février 1770, Paris - 20 octobre 1832, Milan), pair de France, membre de la maison du Roi, chevalier de l'ordre royal et militaire de Saint-Louis[13], épouse le 21 août 1804 Caroline Jeanne Julienne d'Argy (1791, Auray - 23 mars 1847, Breuilpont).

  - Anne-Élisabeth Marquet de Bourgade, mariée vers 1748 à Anne-Marie Vatbois, seigneur de Metz, colonel de cavalerie.

## Pour approfondir